# 小行星6739
小行星6739（英語：6739 Tarendo）是一颗围绕太阳公转的小行星。1993年3月19日，UESAC在拉西拉天文台发现了此天体。
这颗小行星的绝对星等为245.59941等。